# Migliolungo
Il Migliolungo (al Méi-lòng in dialetto reggiano), talvolta Canalina-Migliolungo, è un quartiere prevalentemente residenziale della periferia sud-occidentale di Reggio Emilia. Situato a 2 km dal centro storico della città, lungo l'asse viario che porta alla frazione di Coviolo, prende il nome dall'omonima strada comunale, dal dopoguerra intitolata ai fratelli Rosselli.
L'area era appartenente, sino al 1956, alla ville e parrocchie di Coviolo e San Pellegrino, per poi divenire un quartiere a sé a causa del forte sviluppo urbano e demografico. In loco era presente il Villaggio Principe di Napoli un quartiere di fondazione fascista intitolato, dopo la seconda guerra mondiale, al partigiano Adriano Catellani e definitivamente abbattuto all'inizio degli anni 1980 per lasciar posto al nuovo quartiere Betulla 21 progettato dall'architetto reggiano Enea Manfredini.
La parte del Migliolungo situata fra via della Canalina, l'asse attrezzato di via Inghilterra, via Antonio Assalini e via fratelli Rosselli (esclusa), è conosciuta dai reggiani come la zona della Canalina, che comprende anche porzioni di Crocetta, Belvedere e Baragalla.

## Geografia fisica
Migliolungo è situato in un ambito di media pianura fra l'inizio del tessuto urbano della città consolidata e il cuneo verde che lambisce il canale demaniale d'Enza. Confina a est con il quartiere Crocetta, tramite via della Canalina; a sud con il quartiere Belvedere tramite via Gozzi; a ovest con la frazione di Coviolo tramite via Guido da Suzzara e l'istituto Agrario Zanelli e a nord con il Bell'Albero-Premuda tramite il canale d'Enza.
L'altitudine varia da 58 a 70 m s.l.m.

## Origini del nome
Il toponimo Migliolungo, a volte riportato nella forma Miglio Lungo, è legato al lungo rettifilo che collega la città di Reggio alla frazione di Coviolo.
Osservando le caratteristiche del suo tracciato, questa strada comunale potrebbe risalire all'epoca romana, come testimoniano alcuni reperti archeologici ritrovati nei pressi della chiesa parrocchiale di San Giuseppe.

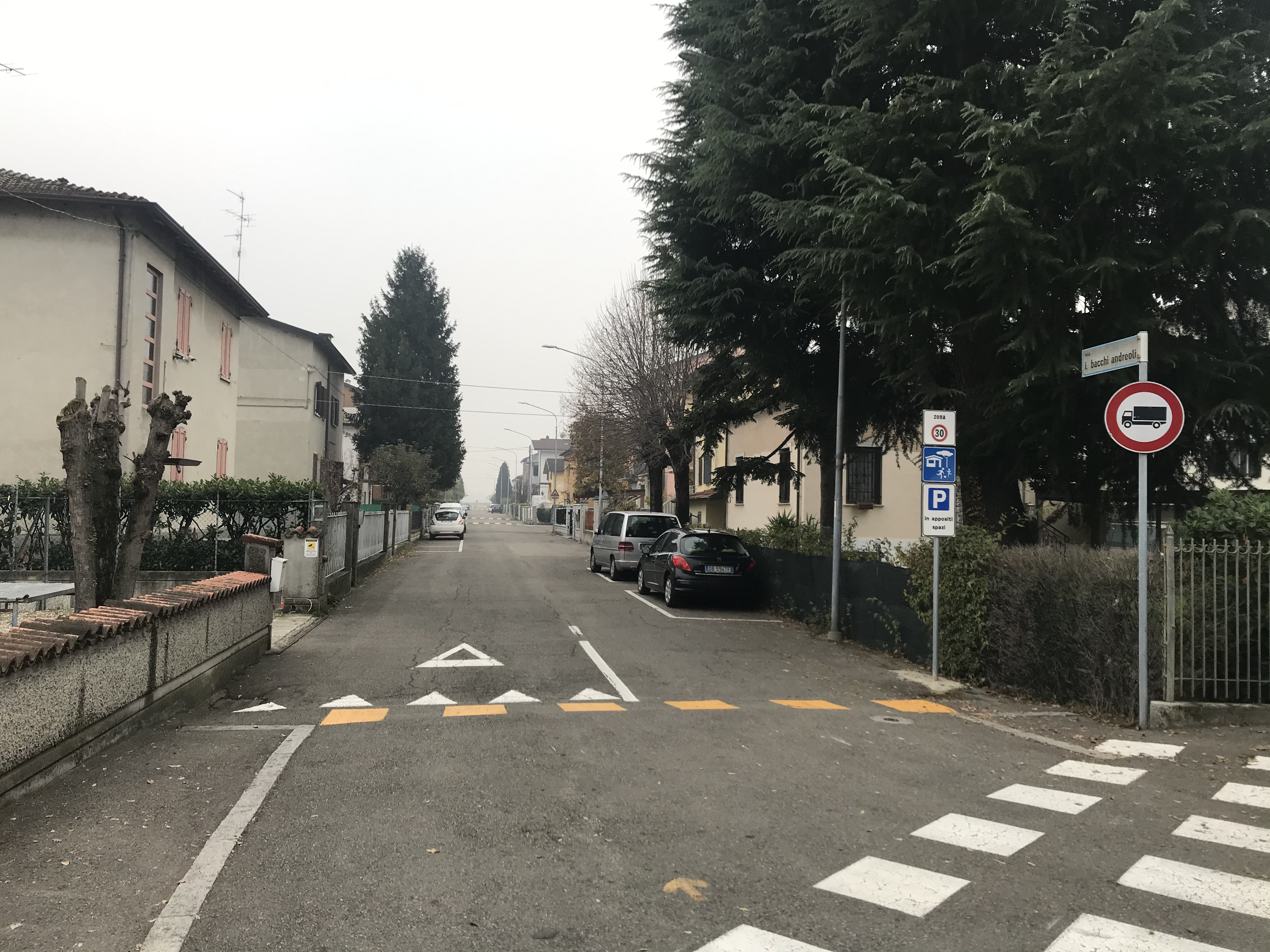
Scorcio del Villaggio dei Sospiri

## Storia
La località era già abitata in epoca romana e rimase a carattere prettamente rurale fino alla prima metà del Novecento. A quel tempo l'area del Migliolungo era suddivisa fra le ville di San Pellegrino e di Coviolo. Sino agli anni '30 era costituita esclusivamente dalle case coloniche facenti riferimento ai fondi Migliolungo e Canalina, al podere Rossi, alle possessioni Barchi indi Gatti e al beneficio San Lorenzo, prebenda di una chiesa urbana soppressa che poi divenne sede della nuova parrocchia di san Giuseppe.
La prima opera di urbanizzazione del quartiere avvenne fra il 1931 e il 1937 quando fu costruito il Villaggio Principe di Napoli, realizzato dall'Ente comunale di assistenza. Inaugurato nel 1938, ospitava 87 nuclei famigliari in 27 edifici residenziali intitolati alle località dell'irredentismo italiano e alle città di nuova fondazione dell'Agro Pontino. Il villaggio era altresì dotato di un asilo infantile gestito dalle suore missionarie francescane del Verbo Incarnato, che iniziarono a operare sia come educatrici che a livello pastorale per l'intera comunità già nel 1938. 
Durante la seconda guerra mondiale persero la vita tre giovani abitanti del villaggio: Franco Spaggiari, militare caduto nei reparti della Repubblica sociale italiana; Quarto Camurri, partigiano della 144ª brigata Garibaldi fucilato assieme ai fratelli Cervi, suoi compagni di lotta, il 28 dicembre 1943 e Adriano Catellani, partigiano della 145ª brigata Garibaldi caduto in Garfagnana a soli 17 anni nell'estate del 1944. 
Nell'immediato dopoguerra il villaggio mutò il suo nome in Villaggio Catellani, in onore del più giovane dei suoi caduti. In quel periodo fu costruita una prima cappella provvisoria e, nel 1956, fu eretta la parrocchia, giusto un anno dopo l'apertura della scuola materna parrocchiale, ancora oggi in funzione. Il piccolo edificio religioso fu poi sostituito da un salone e, soltanto dal 1965, da una chiesa parrocchiale vera e propria. La chiesa di san Giuseppe subì diversi ampliamenti e rimaneggiamenti sino ai primi anni 2000. 
Il forte sviluppo urbanistico di tutta l'area del Migliolungo, a partire dagli anni '50, portò allo realizzazione del cosiddetto villaggio dei Sospiri, una zona residenziale operaia di edifici singoli su lotto in direzione Coviolo, e all'erezione della parrocchia di san Giuseppe. All'inizio degli anni '60, a ridosso di via della Canalina, su via Giuseppe Compagnoni, fu realizzato un nuovo insediamento IACP candidato a ospitare famiglie provenienti dal centro storico. Il decennio successivo è la volta del complesso edilizio Motti-Canalina (1974-1975) di via Bergonzi, un quartiere IACP progettato dall'architetto Antonio Pastorini il cui progetto è sottoposto a tutela dal Mibact. Nella seconda metà degli anni '70 viene realizzato nella vicina via Dardano Fenulli il quartiere a proprietà cooperativa indivisa Abicoop e si concretizza la demolizione del Villaggio Catellani, i cui abitanti saranno trasferiti in un nuovo complesso situato 2 km più a sud, in località Baragalla. Al posto del vecchio Villaggio Catellani sarà realizzato il nuovo quartiere Betulla 21 (1982), eccellenza architettonica tutelata dall'Istituto beni culturali dell'Emilia-Romagna contraddistinta da 200 alloggi di edilizia convenzionata progettati dallo studio Manfredini.
Con l'inizio degli anni Novanta il quartiere venne attraversato longitudinalmente dall'asse attrezzato di via Inghilterra, segmento del sistema tangenziale di Reggio Emilia, che collega la tangenziale nord alla strada statale 63. In questi anni si intensificheranno interventi di riqualificazione anche dell'area parrocchiale che si protrarranno anche per tutti gli anni 2000 vedendo altresì il rifacimento architettonico della chiesa. Nel 1999 fu inaugurata, a fianco della chiesa, la casa della carità cittadina.

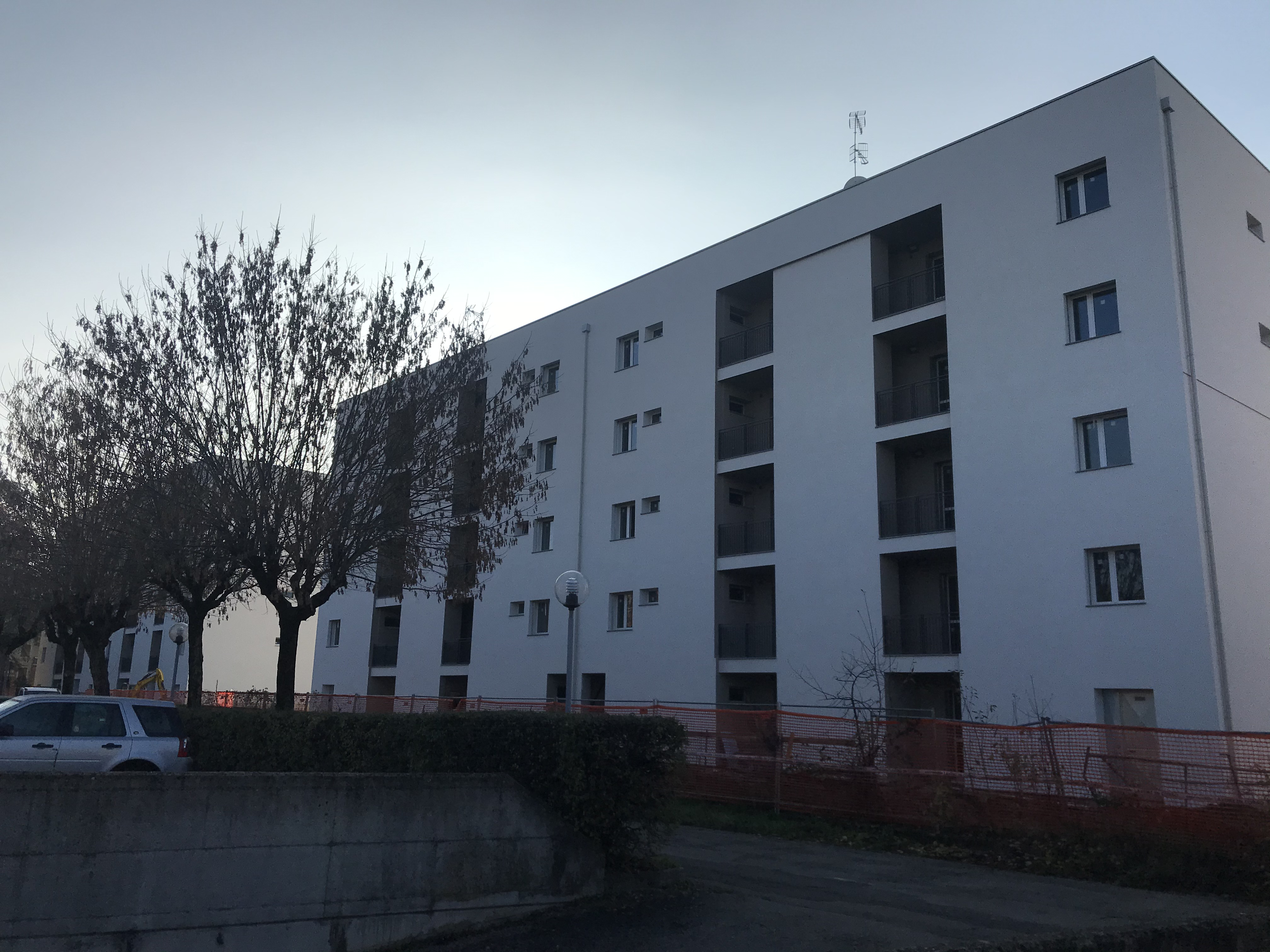
Rigenerazione urbana di via Compagnoni. Nuovi edifici

Il piano regolatore generale del 2001 e il successivo piano strutturale comunale del 2011 hanno previsto la realizzazione di centinaia di alloggi all'interno del cuneo verde del canale di Secchia posto a cavallo di via Francia e via Inghilterra, a nord di via fratelli Rosselli.  Questo piano di espansione fu candidato a ospitare anche un nuovo parcheggio scambiatore per il collegamento tramite bus navetta con il centro città. 
A partire dagli anni 2000 sono iniziati i lavori di riqualificazione urbana del rione di via Compagnoni e nel 2020 i lavori di ampliamento del polo scolastico superiore di via fratelli Rosselli, al confine con Coviolo.
Sugli strumenti di pianificazione territoriale e programmazione di livello provinciale e comunale è previsto l'adeguamento funzionale dell'asse attrezzato del sistema tangenziale a strada di scorrimento veloce.
A fine 2021 il piazzale antistante il centro e le opere parrocchiali della chiesa di San Giuseppe è stato intitolato a Madre Giovanna Ferrari, fondatrice a Reggio Emilia delle suore Missionarie Francescane che per oltre 80 anni hanno prestato servizio nel quartiere e in parrocchia.

## Monumenti e luoghi di interesse
Il quartiere conta diversi edifici e complessi architettonici di valori, inerenti principalmente all'architettura moderna.

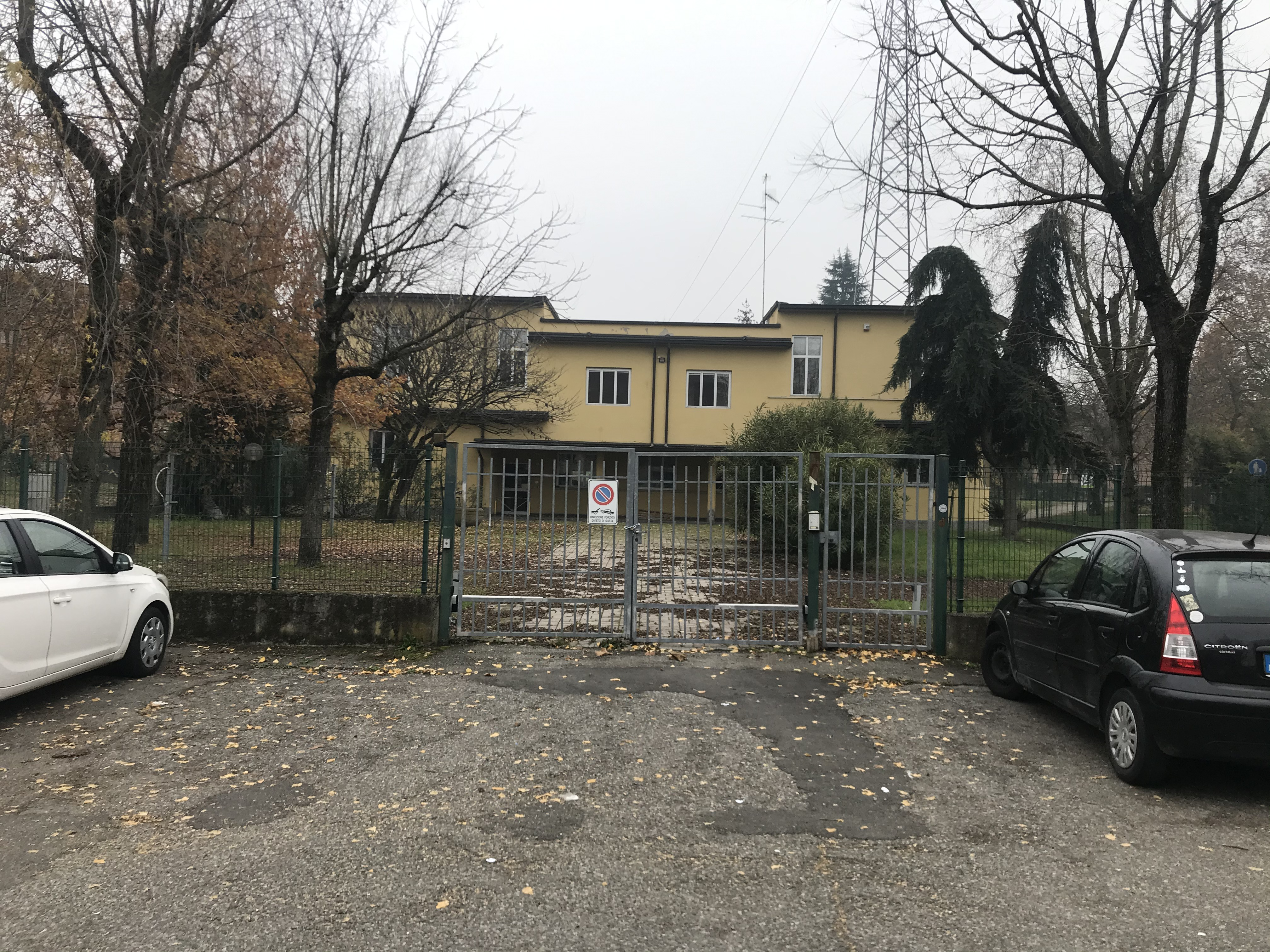
Ex scuola del demolito Villaggio Catellani

### Architetture civili
- Complesso edilizio PEEP Canalina-Motti (arch. Antonio e Paola Pastorini, 1975)[21], via Fenulli-via Bergonzi
- Quartiere residenziale Betulla 21 (studio Manfredini, 1982)[4], via Andrea Mantegna
- ex edificio scolastico del Villaggio Catellani (1937)[3], via Fratelli Rosselli
- Palazzo storico padronale (ristrutturato), Podere Cascina Rossi (secc. XVI-XVII)[5], via Fratelli Rosselli

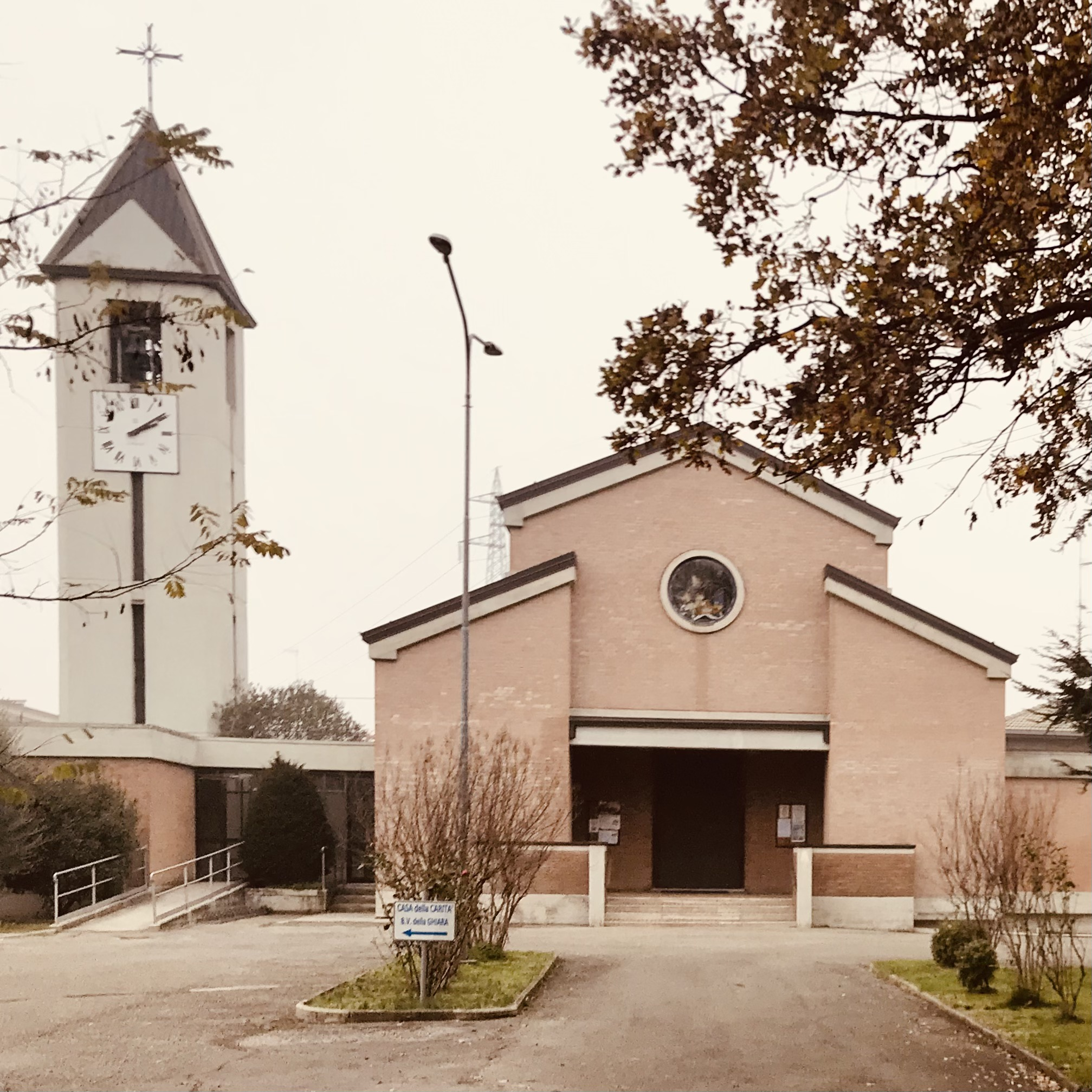
Chiesa di san Giuseppe al Migliolungo

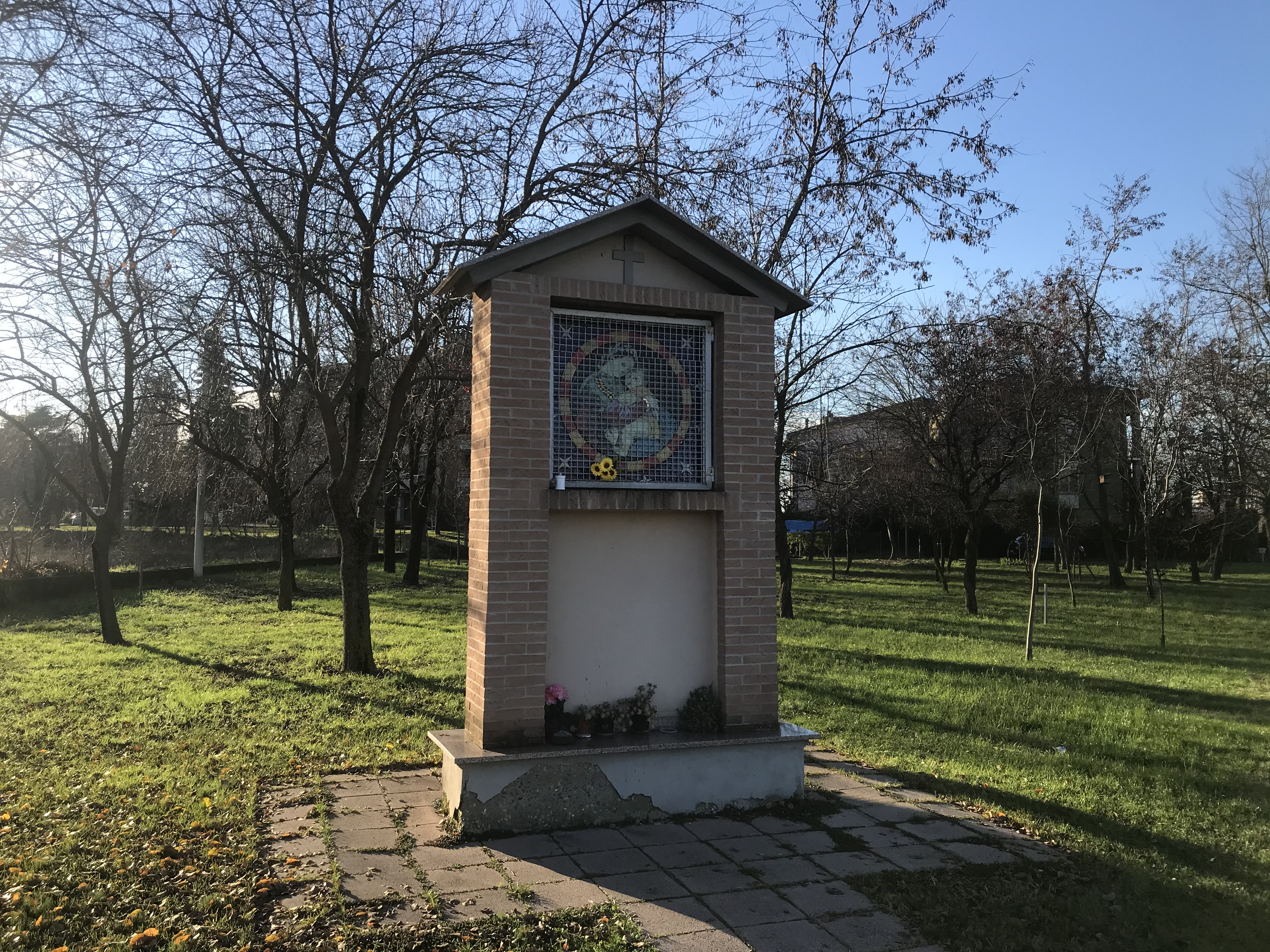
Maestà del Migliolungo

### Architetture religiose
- Chiesa parrocchiale di san Giuseppe sposo della B.V.M. al Migliolungo (1965), via Fratelli Rosselli
- Cappella di Maria Ausiliatrice, via Bergonzi
- Maestà rurale (edicola votiva)[21], inc. via Fratelli Rosselli-via della Canalina

### Siti archeologici
- Elementi della centuriazione romana[21], via della Canalina
- Lapide romana, area parrocchiale di san Giuseppe al Migliolungo[5], via Fratelli Rosselli

### Aree naturali
- Cuneo verde del canale demaniale (ex ducale) d'Enza[22]

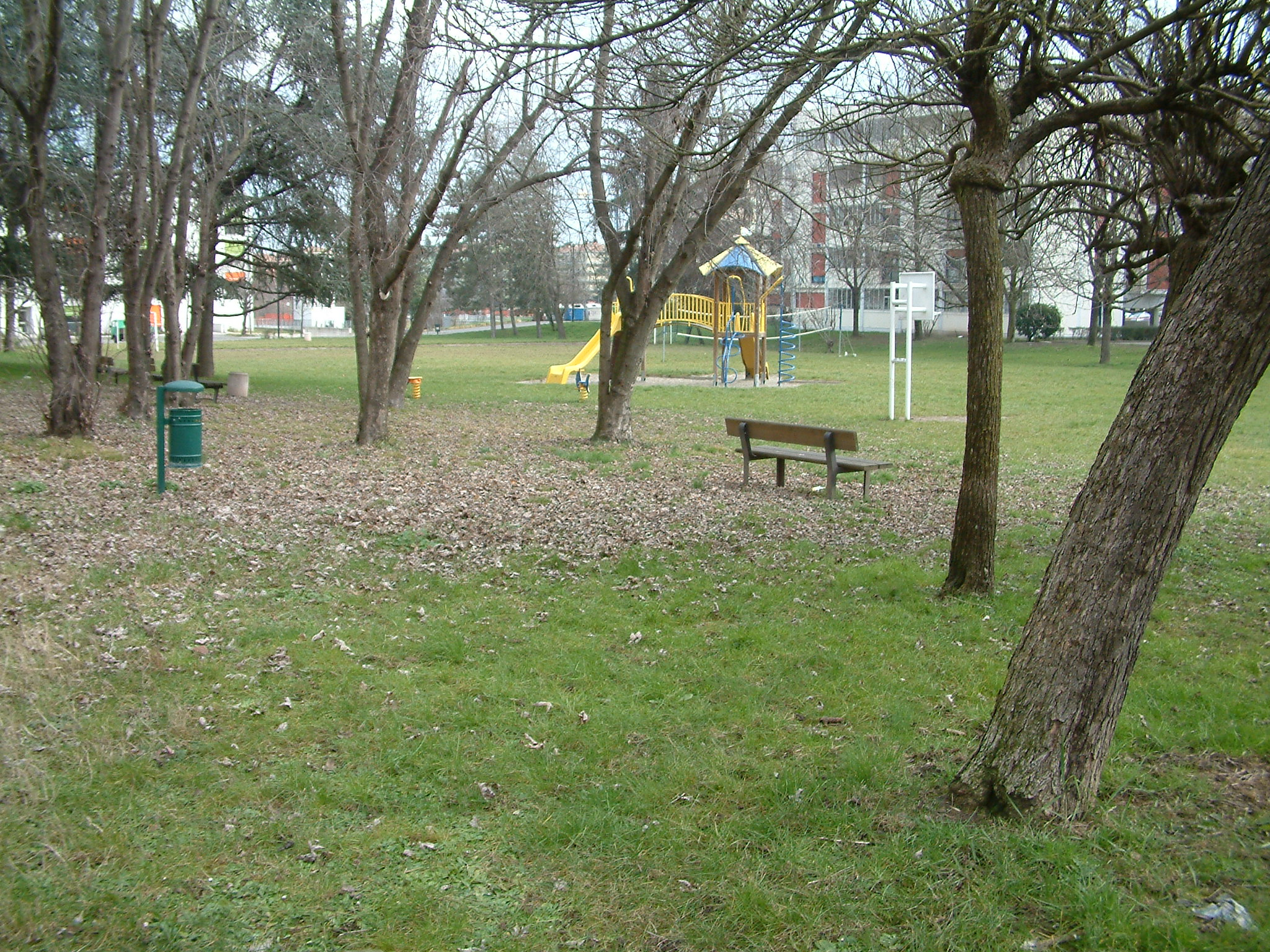
PEEP Motti-Canalina. Parco I Platani

#### Parchi pubblici
- Parco del Migliolungo[23], via Andrea Mantegna-via Fratelli Rosselli
- Parco I Platani[24], via Fenulli
- Parco L'Acacia Rosa[25], via della Canalina-via Giuseppe Compagnoni
- Parco Ungheria[26], via Ungheria

## Società
La popolazione del Migliolungo è tendenzialmente in crescita: dal 2014 al 2019 è aumentata dell'1,71%, portandosi a quasi 5.500 abitanti. 
L’indice di vecchiaia è fra i più alti della città ed è più del doppio della media comunale (293,5 contro 130); il tasso di natalità è più basso (6,6 contro 8). 
Il numero di componenti medi per famiglia è in linea al dato generale del comune (2,1 contro 2,1).
Gli stranieri sono il 13,3% (rispetto al 16,8% complessivo di tutto il comune) e arrivano per la maggior parte da Nigeria, Albania e Ucraina.

### Tradizioni e folclore
- Sagra di san Giuseppe, 19 marzo

### Enti e associazioni
- Auser[28], via Compagnoni (c/o Parco L'Acacia Rosa)
- Circolo Arci Fenulli Aps[29], via Fenulli
- FACE Famiglie cerebrolesi associazione provinciale[30], via Bergonzi
- Nuovi obiettivi di radioterapia Odv, via Svizzera
- Amici di gancio originale[31], via Barchi
- Elegans feldenkreis Asd, via Perugia

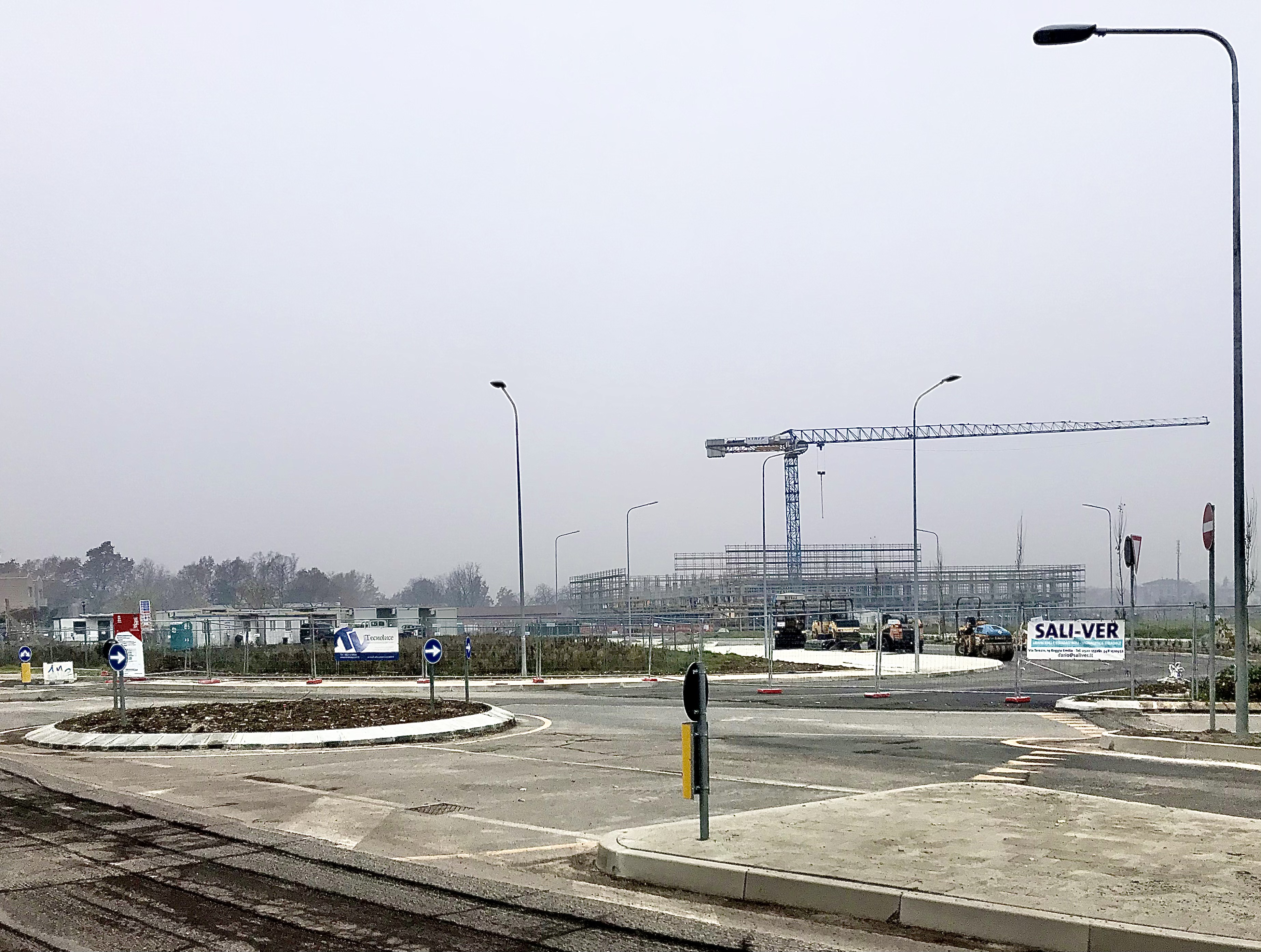
Cantiere della nuova sede dell'istituto per geometri

- Valorugby Emilia, via Assalini
- Shqiponja Aps[32], via Compagnoni

## Cultura

### Infanzia
- Scuola dell'infanzia San Giuseppe[33][34], via Fratelli Rosselli

### Altro
- Istituto per geometri Angelo Secchi (in costruzione)[18], via fratelli Rosselli

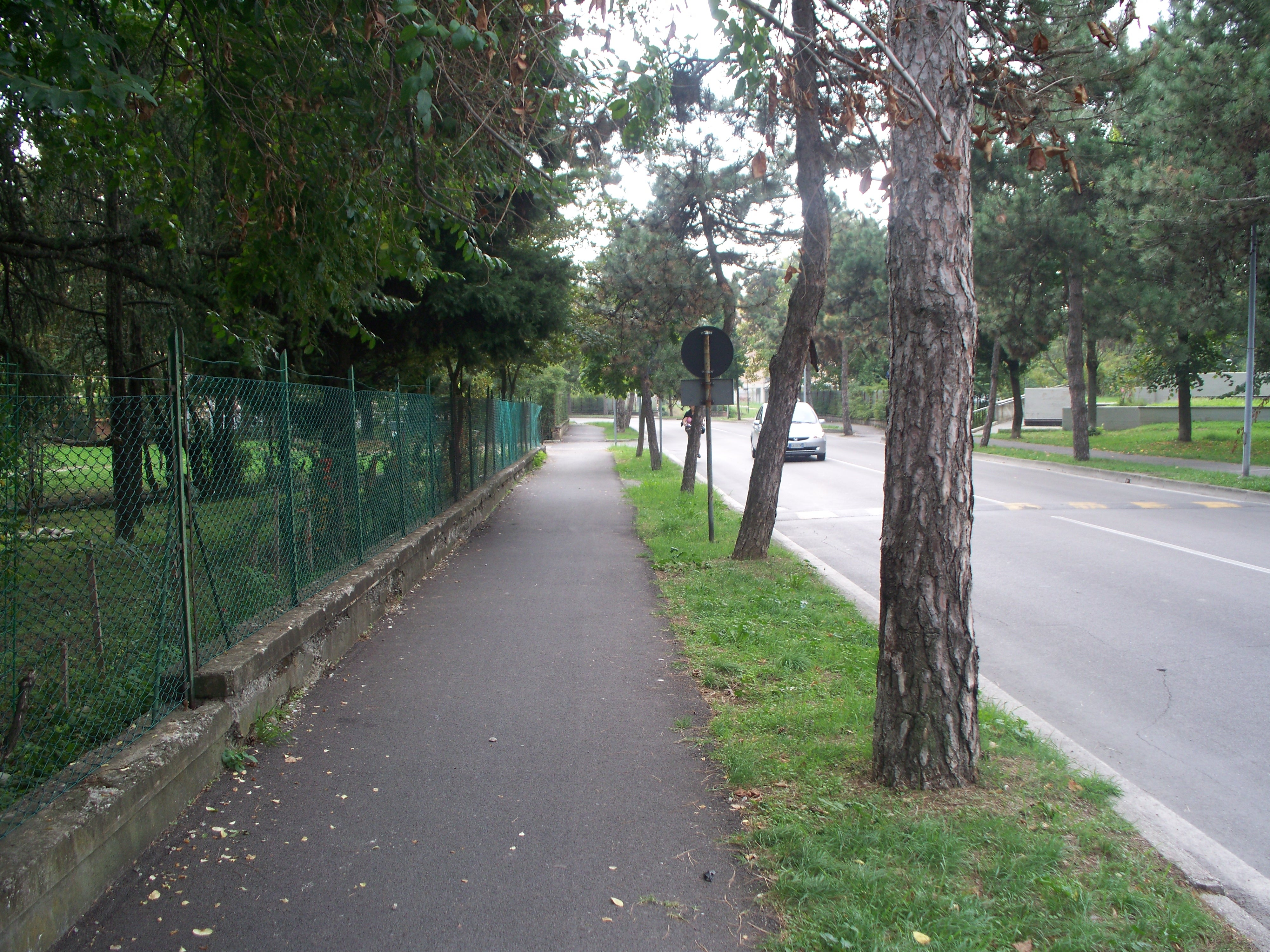
Via Compagnoni. Pedonale

## Infrastrutture e trasporti
Il quartiere è attraversato dalle principali ciclovie che dalla zona meridionale del territorio comunale portano verso il centro della città, fra cui:
- Ciclovia 6 San Rigo di Rivalta - Coviolo - Centro[35]: Centro storico - Parcheggio Cecati - Cimitero Monumentale (ex Suburbano) - Ponte vecchio di San Claudio - via fratelli Rosselli - Migliolungo - Istituto Zanelli - Coviolo - Villa Levi - Biasola - San Rigo di Rivalta

Nel quartiere insistono gli itinerari CAI:
- Percorso 646D Via delle Ville[36]: Parco delle Caprette (sentiero CAI 646 Via Matildica del Volto Santo) - passeggiata Irene Saccani - ponte nuovo di san Claudio - cimitero israelitico - via fratelli Rosselli - Migliolungo - cimitero nuovo di Coviolo - Coviolo - villa Levi -  strada della Cavalla - polo scolastico di Rivalta - Rivalta - parco delle Ginestre - sentiero del rio della Vasca - SS63 - stradello delle Melmare - passeggiata del Crostolo (sentiero CAI 646 Via Matildica del Volto Santo) - Parco delle Caprette
- Percorso 646G Variante Via delle Ville[36]: via Fratelli Rosselli - via Compagnoni - via della Canalina -  via Bismantova - ponte di San Pellegrino (CAI 646)

Sono inoltre presenti linee del trasporto pubblico locale urbano ad alta frequenza che attraversano l'agglomerato collegandolo al centro storico di Reggio e, verso est, alla zona di Ospizio e San Maurizio; verso sud ovest a Coviolo, San Rigo, Ghiardello e Rubbianino di Quattro Castella.
Le caratteristiche urbanistiche del quartiere lo hanno reso parte, per la maggior parte, di una Zona Residenziale a Traffico Moderato.

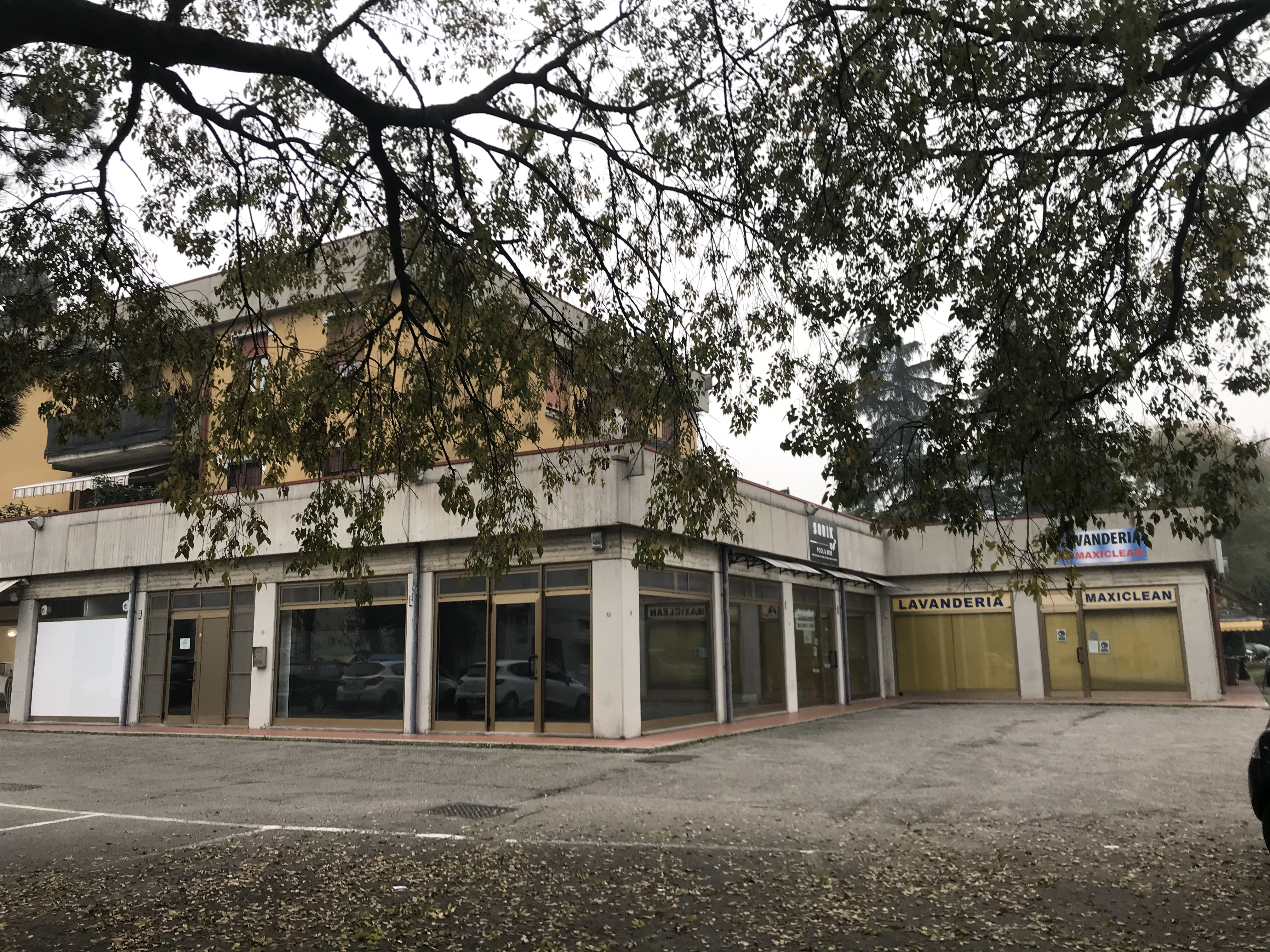
Complesso commerciale fra via Compagnoni e via f.lli Rosselli

## Economia
Il quartiere Migliolungo ha una vocazione prettamente residenziale e sportiva e, in minima parte agricola. 
Le attività commerciali essenziali e al dettaglio sono situate prevalentemente sugli assi di via della Canalina e via Fratelli Rosselli.
Non sono presenti attività produttive ad eccezione della porzione dei vitigni di lambrusco e delle coltivazioni di pertinenza dell'Istituto Agrario Zanelli e del Consorzio Vacche Rosse, situato sul confine frazionale ma già in territorio di Coviolo. L'azienda agricola facente riferimento all'istituto agrario Zanelli cura la Vigna Migliolungo, che produce l'omonimo vino lambrusco vinificato alla cantina sociale di Arceto di Scandiano.
Sono presenti alcune aree dedicate all'erogazione di servizi alla persona. fra queste la casa di carità cittadina San Giuseppe, situata presso l'area parrocchiale, sul lato opposto della scuola dell'infanzia.

## Amministrazione
Il territorio del Migliolungo è sempre stato sottoposto alla giurisdizione del Comune di Reggio all'interno delle ville di Coviolo e San Pellegrino. Dal 1980 al 2009 ha fatto parte della Circoscrizione Quarta e, dal 2009 al 2014, della Circoscrizione Sud. Dal 2014 le circoscrizioni di decentramento amministrativo nelle città con meno di 250.000 abitanti delle regioni a statuto ordinario sono state abolite. Il governo della circoscrizione (che comprendeva anche le frazioni più esterne e i quartieri limitrofi) è sempre stato retto da maggioranze di sinistra, guidate dal PCI e dal PSI e, dal 1995, di centrosinistra.

## Sport
La zona si caratterizza a forte vocazione sportiva. Gli impianti sportivi sono situati prevalentemente su via Antonio Assalini e via fratelli Rosselli.
I principali impianti sportivi aperti all'attività agonistica e dilettantistica sono i seguenti:
- Campo sportivo parrocchiale San Giuseppe[41] (calcio a cura di U.S. Santos 1948[42]), via fratelli Rosselli
- Campo comunale di rugby (rugby e minirugby a cura di Valorugby Ssd e Rugby Reggio Asd[43]), via Assalini
- Palestra comunale Pietro Reverberi (pallacanestro, pattinaggio a rotelle, mini basket a cura di Reggio Emilia U.S. Arti Grafiche[44]), via Assalini
- Piscina comunale Onde Chiare (acquagym, nuoto a cura di Olympica srl[45]), via Fenulli

Nei pressi del circolo Arci Fenulli di via Fenulli è presente una palestrina per l'attività motoria. La storica società sportiva del quartiere è stata la U.S. Vigor San Giuseppe, facente capo alla parrocchia.